# 黄花夏至草
黄花夏至草（学名：Lagopsis flava）为唇形科夏至章属下的一个种。